# Dirillo
Le Dirillo, anciennement l’Achates, est un cours d’eau de Sicile qui se jette dans la mer Méditerranée.